# Função de Gauss
Em matemática , uma função de Gauss (em homenagem a Carl Friedrich Gauss ) é uma função da forma:
{\displaystyle f(x)=a\cdot e^{-{\frac {(x-b)^{2}}{2c^{2}}}}}
para alguns reais constantes a, b, c, e e ≈ 2,71828 ... (Número de Euler).
O gráfico de uma Gaussiana é uma característica simétrica "curva do sino" forma que rapidamente cai para o infinito mais / menos. O parâmetro a é a altura do pico da curva, b é a posição do centro do pico, e c controla a largura do "sino".
A função pode ser reescrita como:
{\displaystyle g(x)={\frac {1}{\sigma {\sqrt {2\pi }}}}e^{-{\frac {1}{2}}\left({\frac {x-\mu }{\sigma }}\right)^{2}}.}